# Шанхайска изненада
Шанхайска изненада (на английски: Shanghai Surprise) е името на филм от 1986, в който участват тогавашните младоженци Мадона и Шон Пен. Продуцент е Джордж Харисън.
Въм филма Мадона (Глория Татлок) е мисионерска сестра, търсеща опиум за лекуването на нейните пациенти. Шон Пен (Глендън Уеизи) продавач на вратовръзки, търсещ приключения. Съдбата ги среща и ги отвежда на едно опасно, екзотично и романтично търсене на откраднат опиум. Но те са будни срещу всеки главорез и контрабандистът в Шанхай.
Режисьор на филма е Джим Годард. Заснел по новелата „Цветята на Фарадей“ на Тони Кенрик. Музиката е на Джордж Харисън.
Филмът претърпява провал, а Мадона взима наградата на „Razzie“ за най-лоша актриса.